# Ère Meireki
L'ère Meireki (en japonais: 明暦) est une des ères du Japon (年号, nengō, littéralement « le nom de l'année ») suivant l'ère Jōō et précédant l'ère Manji. Cette ère couvre la période allant du mois d'avril 1655 au mois de juillet 1658. L'empereur régnant est Go-Sai-tennō (後西院天皇)

## Changement de l'ère
- 1655 Meireki gannen (明暦元年?) : Le nom de l'ère est changé pour marquer l'accession au trône de l'empereur Go-Sai. L'ère précédente se termine et une nouvelle commence en Jōō 4, le 13e jour du 4e mois.

L'origine du nouveau nom est :
- Le livre des Han: « Avec les neuf chapitres de la Grande Loi, les cinq époques seront appelées » (大法九章、而五紀明歴法)
- Le livre des Han tardifs : « L'empereur jaune commence le passage du temps, c'est pourquoi les caractères 歴 [passage du temps] et 暦 [cycle rythmique] sont employés ensemble (黄帝造歴、歴与暦同作)

## Événements de l'ère Meireki
- 1655 (Meireki 1) : Le nouvel ambassadeur de Corée arrive au Japon[2]
- 1655 (Meireki 1) : L'ancien empereur se rend pour la première fois au Shugakuin Rikyū[3].
- 2-3 mars 1657 (Meireki 3, 18e - 19e jour du 1er mois)(明暦の大火) ou Grand incendie de Meireki en 1657, qui détruit 70 % de la ville d'Edo (actuel Tokyo)[2].